# Rorippa eustylis
Rorippa eustylis är en korsblommig växtart som först beskrevs av Ferdinand von Mueller, och fick sitt nu gällande namn av L.A. Johnst. Rorippa eustylis ingår i släktet fränen, och familjen korsblommiga växter. Inga underarter finns listade i Catalogue of Life.